# Afrikakorps

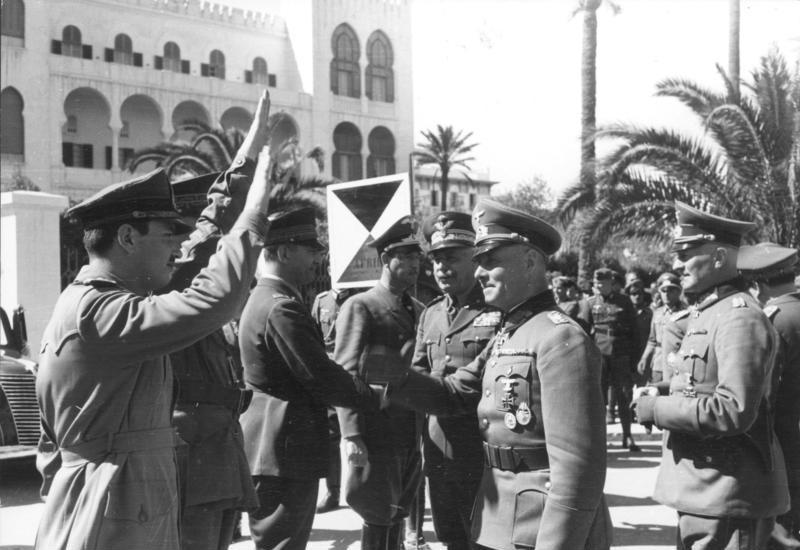
Aankomst van Rommel in Tripoli (1941)

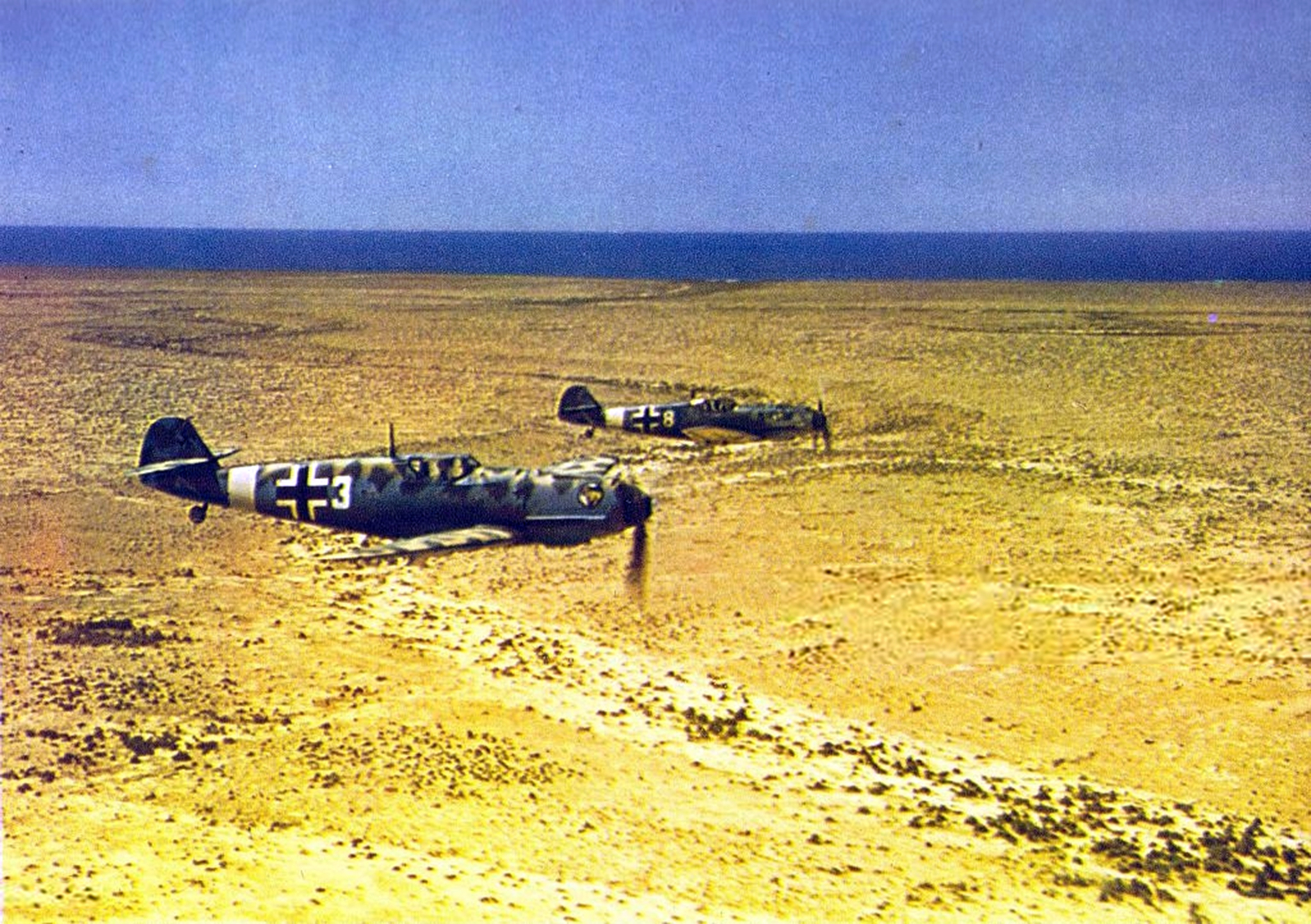
Messerschmitt Bf 109's boven Noord-Afrika

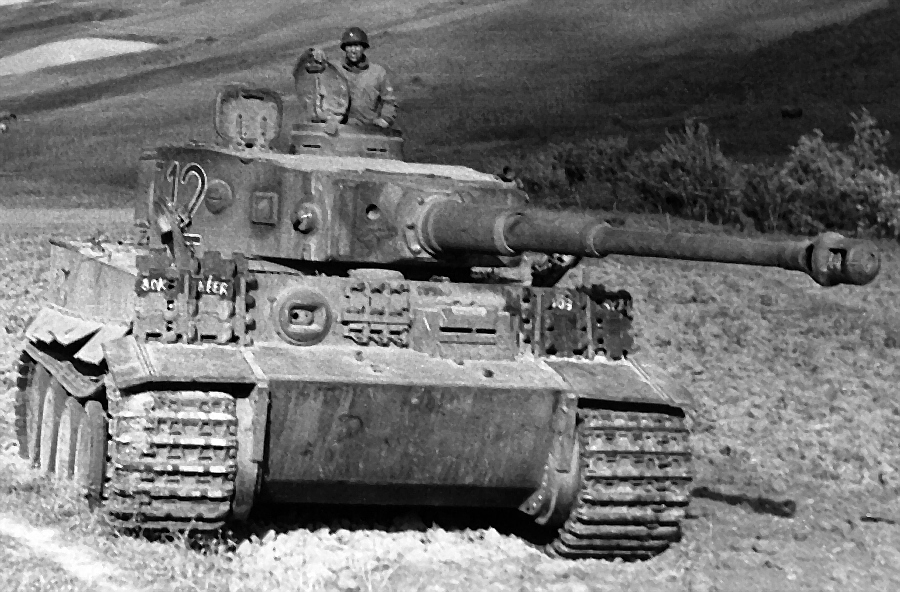
Een Tigertank buitgemaakt in Tunis, 1943

Het Deutsches Afrikakorps (DAK) was een legereenheid die in de Tweede Wereldoorlog onder leiding van Erwin Rommel in Noord-Afrika opereerde.

## Steun aan Italianen
Op 12 februari 1941 vertrok de kort tevoren tot luitenant-generaal bevorderde Erwin Rommel met een expeditieleger, waarvan de Vijfde Lichte Divisie de hoofdmacht vormde, uit Berlijn naar Tripoli in Libië. Opdracht was daar de gedemoraliseerde Italiaanse troepen te steunen in hun strijd tegen het Britse leger. De Italiaanse troepen hadden tot dan toe de ene nederlaag na de andere geleden. Het tij moest met de komst van Rommel keren ten gunste van de asmogendheden. Rommel had bij de Slag om Frankrijk al bewezen dat hij moeilijke opdrachten tot een goed einde kon brengen. Aangekomen in Tripoli, merkte Rommel, die tijdens de Eerste Wereldoorlog nog tegen de Italianen gevochten had in de Slag bij Caporetto, dat hij niet bepaald welkom was. Van communicatie tussen hem en de Italiaanse bevelhebbers was geen sprake.

## Woestijnoorlog
Op 11 april 1941 had Rommel de Britten over een aanzienlijke afstand teruggedreven en kwam hij tot aan de stad Tobroek, aan de Egyptisch-Libische grens, maar slaagde er niet in die te veroveren. Deze krachttoer leverde Erwin Rommel desondanks bij vriend en vijand de bijnaam Woestijnvos op, omdat hij constant improviseerde en trucs gebruikte om zijn vijanden te slim af te zijn.
Het Afrikakorps werd midden augustus 1941 gereorganiseerd en maakte vanaf dat moment deel uit van de nieuw opgerichte Panzergruppe Afrika. De Vijfde Lichte Divisie werd hernoemd tot 21ste Pantserdivisie. Daarnaast behoorden ook de 15e Pantserdivisie en de 90ste Lichte Divisie tot het Afrikakorps. De vijf Italiaanse divisies die zich in Noord-Afrika bevonden gingen ook tot de Panzergruppe Afrika behoren. De Panzergruppe Afrika kwam onder bevel van Rommel.
In de nacht van 17 november 1941 ondernamen Britse commando’s een poging om Rommel te doden, maar Rommel was niet op de veronderstelde plaats.
Eind 1941 startten de Britten een offensief. Dit leidde tot het ontzet van Tobroek. Rommel werd teruggedreven tot in El Agheila. Na korte tijd ging Rommel weer in het offensief. Op 21 juni 1942 zag hij kans om Tobroek te veroveren, ondanks fel verzet van de Britten. Als beloning hiervoor werd hij op 22 juni bevorderd tot Generaal-veldmaarschalk en werd hij op vijftigjarige leeftijd de jongste Duitse Generaal-veldmaarschalk ooit.
Rommel bereikte aan het einde van juni 1942 El Alamein, bijna 500 km ten oosten van Tobroek, nog maar ruim 100 km van de Egyptische havenstad Alexandrië en 230 km van de hoofdprijs van de hele Afrika-campagne: het Suezkanaal, dat als de 'luchtpijp van het Britse Rijk' beschouwd werd.

## Tegenslagen
De Duitse troepen waren echter compleet uitgeput en de vitale aanvoerlijnen vanuit Italië waren extreem lang geworden; vooral op de Middellandse Zee waren die kwetsbaar voor aanvallen van de Britse marine en voor luchtaanvallen vanaf Malta. Bovendien was al in juni 1941 het voor de Duitsers veel belangrijkere oostfront geopend tegen de Sovjet-Unie, waarmee de woestijnoorlog tot een zijtoneel werd gedegradeerd. Toch lanceerden de Duitsers op 1 juli 1942 de Eerste Slag bij El Alamein, maar die werd afgeslagen; ze werden in het defensief gedrongen door de alsmaar sterker wordende Britten onder leiding van generaal Auchinleck. Bernard Montgomery nam vervolgens het bevel over het Britse Achtste Leger over. Na een mislukt laatste offensief richting Suezkanaal in de eerste week van september in de Slag bij Alam el Halfa ging Rommel op ziekteverlof naar Duitsland. Hij kwam pas in oktober terug terug toen Montgomery een offensief begon, dat de geschiedenis zou ingaan als de Tweede Slag bij El Alamein. Dit leidde ertoe dat de Duitse linies begin november werden doorbroken. Het Afrikakorps had toen alleen al vanwege ernstig brandstoftekort geen keuze dan zich alsmaar verder terug te trekken en tot overmaat van ramp landden er op 8 november 1942 geallieerde troepen in Noordwest-Afrika (‘Operatie Toorts’). Op 22 november keerden ook de in Noord-Afrika aanwezige troepen van Vichy-Frankrijk zich, na aanvankelijk verzet tegen de Geallieerde landing op 8 november, formeel tegen de Duitsers en de Italianen.

## Amerikanen
Op 19 februari 1943 lanceerde Rommel zijn laatste offensief in Noord-Afrika. Het was de eerste directe confrontatie in deze oorlog tussen Duitse en Amerikaanse grondtroepen en die liep slecht voor de Amerikanen af. Op de tweede dag van de actie wist Rommel de Kasserine-pas ten zuiden van Tunis te heroveren. De Amerikanen leerden van hun fouten en generaal-majoor George Patton, een expert in pantsertactiek, nam het bevel over. De Duitsers bleven niet lang in het bezit van de pas; daarna werd het Afrikakorps steeds verder teruggedreven, totdat het in Tunis capituleerde op 13 mei 1943. De ongeveer 230.000 resterende Duitse en Italiaanse manschappen gaven zich tijdens de laatste dagen over aan de geallieerden. Generaal-veldmaarschalk Erwin Rommel was toen al door Hitler teruggeroepen naar Duitsland om diens reputatie te sparen. Duitse krijgsgevangenen die naar de VS werden afgevoerd, hebben nog al eens naar Rommel geschreven om hem op de hoogte te houden van hun situatie.
Het Afrikakorps is, dankzij de persoonlijkheid van Rommel, het ontbreken van rassenkwesties en het geringe aantal burgerslachtoffers (de veldslagen werden uitgevochten in zo goed als onbewoonde gebieden), nooit beschuldigd van oorlogsmisdaden.

## Commandanten[2][3]
| Rang                     | Naam                          | Begin             | Eind              | Opmerking                                                                              |
| ------------------------ | ----------------------------- | ----------------- | ----------------- | -------------------------------------------------------------------------------------- |
| Generalleutnant          | Erwin Rommel                  | 14 februari 1941  | 15 augustus 1941  | Op 1 juli 1941 tot General der Panzertruppe bevorderd.                                 |
| Generalleutnant          | Ferdinand Schaal              | 15 augustus 1941  | 1 september 1941  |                                                                                        |
| Generalleutnant          | Philipp Müller-Gebhard        | 1 september 1941  | 15 september 1941 | m. d. F. b. (mit der Führung beauftragt) (vrije vertaling: met het leiderschap belast) |
| Generalleutnant          | Ludwig Crüwell                | 15 september 1941 | 9 maart 1942      |                                                                                        |
| Generalleutnant          | Walter Nehring                | 9 maart 1942      | 19 maart 1942     |                                                                                        |
| Generalleutnant          | Ludwig Crüwell                | 19 maart 1942     | 29 maart 1942     |                                                                                        |
| General der Panzertruppe | Walter Nehring                | 29 maart 1942     | 31 augustus 1942  |                                                                                        |
| Oberst i.G.              | Fritz Bayerlein               | 31 augustus 1942  | 1 september 1942  | m. d. F. b. (mit der Führung beauftragt) (vrije vertaling: met het leiderschap belast) |
| Generalmajor             | Custav von Vaerst             | 1 september 1942  | 2 september 1942  | m. d. F. b. (mit der Führung beauftragt) (vrije vertaling: met het leiderschap belast) |
| Generalleutnant          | Wilhelm Ritter von Thoma      | 2 september 1942  | 13 november 1942  |                                                                                        |
| General der Panzertruppe | Gustav Fehn                   | 13 november 1942  | 15 januari 1943   |                                                                                        |
|                          | Kurt Freiherr von Liebenstein | 15 januari 1943   | 28 februari 1943  | m. d. F. b. (mit der Führung beauftragt) (vrije vertaling: met het leiderschap belast) |
| Generalleutnant          | Hans Cramer                   | 28 februari 1943  | 16 mei 1943       | Op 1 mei 1943 tot General der Panzertruppe bevorderd.                                  |
|                          |                               |                   | 16 mei 1943       | Vernietigd in Tunesië                                                                  |